# Jorma Taccone
Jorma Christopher Taccone, meglio noto come Jorma Taccone, detto Jorm (Berkeley, 19 marzo 1977), è un attore, sceneggiatore, regista e cantante statunitense.
Membro dei Lonely Island assieme a Andy Samberg e Akiva Schaffer, è noto soprattutto per la sua partecipazione come interprete, sceneggiatore e regista del programma televisivo Saturday Night Live e per il suo debutto cinematografico con il film MacGruber, tratto da una serie di sketch andati in onda nel corso del programma.

## Biografia
Taccone è nato a Berkeley in California, figlio di Sue Ellen e Tony Taccone, che era il direttore artistico del Berkeley Repertory Theatre. È di origine portoricana e italiana da parte di padre. Si è diplomato alla UCLA Film School. Suo fratello, Asa Taccone, è un membro del gruppo musicale Electric Guest.
Dal 2005 Taccone, Samberg e Schaffer si sono uniti allo staff del Saturday Night Live dell'NBC. Da allora i Lonely Island hanno creato più di cento cortometraggi per il SNL, fra i quali Lazy Sunday (in collaborazione con Chris Parnell), Jizz in My Pants, I'm on a Boat (con T-Pain) e Dick in a Box (assieme a Justin Timberlake), vincitore di un Emmy. Taccone ha prodotto buona parte della musica dei Lonely Island, come per Lazy Sunday, Dick in a Box e diverse altre tracce contenute nel loro primo album Incredibad, pubblicato nel febbraio del 2009. Come regista, Taccone ha diretto i corti del SNL, quali MacGruber, Business Meeting, Sloths, Giraffes e altri ancora. Ha anche girato uno spot pubblicitario della Pepsi in tema MacGruber per il quarantatreesimo Super Bowl, andato poi in onda il 1º febbraio 2009.
Nel 2007 Taccone ha recitato assieme ad Andy Samberg nel film Hot Rod - Uno svitato in moto, diretto da Akiva Schaffer. Taccone è anche uno dei protagonisti del video musicale Jizz in My Pants ed è anche apparso in Just 2 Guyz e We Like Sportz come Guy #2. Taccone ha recitato nel ruolo principale di Brett in The 'Bu, una parodia di The O.C., dove hanno anche recitato Sarah Chalke e Andy Samberg, andato in onda su Channel 101. Sempre su Channel 101, ha recitato in ITV Buzz Countdown, una parodia del Total Request Live di MTV, nel ruolo del VJ Chris Hoffman.
Taccone ha fatto un cameo nel film Role Models, dove ha cantato una versione karaoke di Rock You Like a Hurricane degli Scorpions e ha partecipato coi Gnarls Barkley nel video musicale della canzone Who's Gonna Save My Soul.
Nel 2009 ha recitato assieme a Will Ferrell nel film Land of the Lost di Brad Silberling, dove ha interpretato Cha-Ka. Nell'agosto dello stesso anno ha diretto il suo primo lungometraggio, MacGruber, un adattamento degli omonimi sketch trasmessi nel Saturday Night Live, e ha fatto parte del gruppo di voci maschili dell'album Life Is Sweet! Nice to Meet You del progetto musicale Lightspeed Champion. Dalla 36ª stagione del SNL, Taccone non è più citato nei titoli di coda, anche se è ancora elencato sul sito della NBC come sceneggiatore, dove detiene il titolo ufficioso di "Sexiest Member of Lonely Island". Tuttavia, secondo il sito ufficiale del gruppo musicale, questi sarebbero ancora responsabili degli SNL Digital Shorts. Anche se ha lavorato su alcuni cortometraggi nella 36ª stagione, è stato poi confermato che Taccone aveva lasciato il Saturday Night Live.
Tra il 2012 e il 2013 Taccone ha avuto un ruolo ricorrente nella serie televisiva Girls di HBO. Successivamente è il direttore della campagna pubblicitaria televisiva It's Not Complicated della AT&T Wirless.

## Filmografia

### Attore

#### Cinema
- Hot Rod - Uno svitato in moto (Hot Rod), regia di Akiva Schaffer (2007)
- Role Models, regia di David Wain (2008)
- Land of the Lost, regia di Brad Silberling (2009)
- Vicini del terzo tipo (The Watch), regia di Akiva Schaffer (2012)
- Un weekend da bamboccioni 2 (Grown Ups 2), regia di Dennis Dugan (2013)
- The LEGO Movie, regia di Phil Lord e Christopher Miller (2014) - voce
- Cattivi vicini (Neighbors), regia di Nicholas Stoller (2014)
- Vite da popstar (Popstar: Never Stop Never Stopping), regia di Akiva Schaffer e Jorma Taccone (2016)
- An American Pickle, regia di Brandon Trost (2020)
- Sonic 3 - Il film (Sonic the Hedgehog 3), regia di Jeff Fowler (2024)

#### Televisione
- Wainy Days - serie TV, 3 episodi (2008-2011)
- Up All Night - serie TV, 1 episodio (2011)
- Girls - serie TV, 3 episodi (2012-2013)
- The League - serie TV, 2 episodi (2013)
- Man Seeking Woman - serie TV, 1 episodio (2015)
- Parks and Recreation - serie TV, 3 episodi (2015)
- Brooklyn Nine-Nine - serie TV, 1 episodio (2016)

#### Altro
- Kung Fury - mediometraggio (2015)

### Sceneggiatore
- Extreme Movie, regia di Adam Jay Epstein e Andrew Jacobson (2008)
- MacGruber, regia di Jorma Taccone (2010)

### Regista
- MacGruber (2010)
- Parks and Recreation - serie TV, episodi 4x07-6x05 (2011-2013)
- Up All Night - serie TV, episodio 1x17 (2012)
- Brooklyn Nine-Nine - serie TV, episodio 1x10 (2013)
- Vite da popstar (Popstar: Never Stop Never Stopping), co-diretto con Akiva Schaffer (2016)
- Knuckles - miniserie TV, episodio 1x04 (2024)

### Produttore
- Brigsby Bear, regia di Dave McCary (2017)
- Palm Springs - Vivi come se non ci fosse un domani (Palm Springs), regia di Max Barbakow (2020)

## Doppiatori italiani
Nelle versioni in italiano delle opere in cui ha recitato, Jorma Taccone è stato doppiato da:
- Davide Perino in Hot Rod - Uno svitato in moto
- Gabriele Lopez in Vite da Popstar

## Videografia
- Just 2 Guyz (2005)
- Jizz in My Pants (2008)
- Who's Gonna Save My Soul (2008)
- We Like Sportz (2008)
- I'm on a Boat (2009)
- Like a Boss (2009)
- I Just Had Sex (2010)
- The Creep (2011)
- We're Back (2011)
- We'll Kill U (2011)
- Jack Sparrow (2011)
- American Daydream (2012)
- YOLO (2013)
- Between Two Ferns/Spring Break Anthem (2013)
- Diaper Money (2013)
- We Need Love (2013)
- The Wire (2013)